# Mark Esper
Mark Thomas Esper (Uniontown, 26 de abril de 1964) é um político e ex-militar norte-americano que atuou como o 27º Secretário de Defesa dos Estados Unidos na presidência de Donald Trump de julho de 2019 até 9 de novembro de 2020. Antes disso, tinha servido de 2017 a 2019 na posição de 7º Secretário do Exército, também sob o governo de Trump.

## Biografia
Esper nasceu em Uniontown, Pensilvânia, filho de Pauline Reagan e Thomas Joseph Esper. Ele se formou na Academia Militar dos Estados Unidos em 1986 e foi comissionado na 101ª Divisão Aerotransportada da infantaria, participando da Guerra do Golfo. Foi depois comandante de uma companhia da Equipe de Combate do 325º Batalhão Aerotransportado. Ele deixou o serviço ativo do exército em 1996 e ficou com a Reserva do Exército e Guarda Nacional até se aposentar em 2007.
Depois de deixar o serviço ativo do exército, Esper trabalhou como chefe de gabinete da The Heritage Foundation. Em seguida atuou como funcionário do Comitê de Relações Exteriores e do Comitê de Assuntos Governamentais do Senado dos Estados Unidos, diretor de políticas do Comitê de Serviços Armados da Câmara dos Representantes, conselheiro de segurança nacional do senador Bill Frist e vice-secretário assistente de defesa para negociações políticas na presidência de George W. Bush.
De 2006 a 2007 foi vice-presidente executivo da Associação das Indústrias Aeroespaciais, no ano seguinte assumindo uma posição como diretor de política nacional do senador Fred Thompson durante sua campanha presidencial. Depois disso serviu ao mesmo tempo até 2010 como vice-presidente executivo do Centro de Inovações Políticas Globais e vice-presidente para Europa e Eurásia, ambos sob o Departamento de Comércio dos Estados Unidos. Em seguida foi contratado como vice-presidente para relações governamentais na Raytheon, posto que manteve até tornar-se Secretário do Exército em novembro de 2017.
Esper continuou como Secretário do Exército até julho de 2019, quando foi confirmado como Secretário de Defesa no gabinete de Donald Trump. Desde o mês anterior ele já estava atuando como secretário interino.
Em 2020, Esper se recusou a ordenar que tropas do exército americano fossem utilizadas em cidades dos Estados Unidos para lidar com protestos, contradizendo e irritando o presidente Donald Trump. Em 9 de novembro de 2020, Trump anunciou, via Twitter, que Esper havia sido demitido.